# Pop/Stars
"Pop/Stars" là một bài hát của nhóm nhạc nữ ảo K/DA. Bài hát được phát hành dưới dạng đĩa đơn vào ngày 2 tháng 11 năm 2018, với mục đích quảng bá cho Giải vô địch thế giới Liên Minh Huyền Thoại năm 2018. Soyeon và Miyeon từ (G) I-dle; Madison Beer và Jaira Burns là những người góp giọng cho bài hát. Bài hát đã đứng đầu bảng xếp hạng World Digital Songs, giúp K/DA trở thành nhóm nhạc nữ K-pop thứ tư và nhóm nhạc nữ thứ năm lọt vào bảng xếp hạng này.

## Bối cảnh
K/DA là nhóm nhạc bao gồm bốn nhân vật ảo, được lồng tiếng bởi Soyeon và Miyeon của (G) I-dle cùng Madison Beer và Jaira Burns. "Pop/Stars" là một bài hát song ngữ, có độ dài 3:11 (3 phút 11 giây), với giọng hát bằng tiếng Anh bởi Beer và Burns, và bằng cả tiếng Anh tiếng Hàn bởi Soyeon và Miyeon. Bài hát được sáng tác bởi Sébastien Najand.

## Video âm nhạc
Studio Fortiche Production của Pháp đã sản xuất một video âm nhạc cho bài hát và phát hành cùng với đĩa đơn. Các nhân vật trong trò chơi là những ca sĩ chính trong bài hát. Hình ảnh các nhân vật trong MV được sử dụng để quảng bá cho trang phục mới trong Liên Minh Huyền Thoại. Một video nhảy sau đó cũng đã được phát hành. Video âm nhạc chính thức của "Pop/Stars" đạt 30 triệu lượt xem trên YouTube trong năm ngày và 100 triệu trong một tháng. Tính đến ngày 2 tháng 4 năm 2019, MV đã đạt 200 triệu lượt xem.

## Tiếp nhận
Julia Alexander của The Verge đã gọi bài hát là "một tiếng nổ lớn." Cây bút Benjamin Pu viết trên NBC News cũng cho rằng sự nổi tiếng của bài hát cho thấy trò chơi điện tử đã trở thành một động lực văn hóa ở Hàn Quốc và trên toàn thế giới.

## Biểu diễn trực tiếp
Soyeon, Miyeon, Madison Beer và Jaira Burns đã biểu diễn bài hát tại lễ khai mạc Giải vô địch thế giới Liên Minh Huyền thoại 2018. Các ca sĩ trình diễn cùng với phiên bản thực tế tăng cường của các nhân vật mà họ thể hiện.

## Thành viên
- Giọng hát – Soyeon và Miyeon của (G) I-dle, Madison Beer và Jaira Burns[14][15][16]
- Riot Music Team – sản xuất, soạn nhạc, sáng tác, sản xuất giọng hát, kỹ sư hòa âm[17]
- Sebastien Najand – sáng tác, viết lời[18]
- Justin Tranter – điều hành sản xuất[19][20]
- Harloe – sáng tác, giọng hát phụ[21][22][23][24]
- Lydia Paek – Phiên dịch tiếng Hàn[25]
- Minji Kim – Phiên dịch tiếng Hàn[25]

## Xếp hạng
| Bảng xếp hạng (2018)                        | Biểu đồ vị trí |
| ------------------------------------------- | -------------- |
| Australia Digital Tracks (ARIA)             | 49             |
| Australia Hitseekers (ARIA)                 | 2              |
| Canada Hot Digital Song Sales (Billboard)   | 30             |
| Trung Quốc                                  | 19             |
| Cộng hòa Séc                                | 72             |
| French Downloads (SNEP)                     | 86             |
| Greece International Digital Singles (IFPI) | 29             |
| Hungary (Single Top 40)                     | 4              |
| Hungary (Stream Top 40)                     | 21             |
| Japan Hot Overseas (Billboard Japan)        | 13             |
| Malaysia (RIM)                              | 16             |
| New Zealand Hot Singles (RMNZ)              | 6              |
| Scotland (OCC)                              | 82             |
| Singapore (RIAS)                            | 6              |
| Slovakia (Singles Digitál Top 100)          | 91             |
| South Korea (Gaon)                          | 39             |
| Sweden Heatseeker (Sverigetopplistan)       | 4              |
| UK Download (Official Charts Company)       | 75             |
| UK Indie (OCC)                              | 17             |
| US Digital Songs (Billboard)                | 30             |
| US World Digital Songs (Billboard)          | 1              |

## Lịch sử phát hành
| Khu vực | Ngày phát hành   | Loại                  | Chú thích |
| ------- | ---------------- | --------------------- | --------- |
| Đa dạng | 3 tháng 11, 2018 | Tải xuống kỹ thuật số | [ 43 ]    |